# Paolo Montarsolo
Paolo Montarsolo (Napoli, 16 marzo 1925 – Roma, 31 agosto 2006) è stato un basso e attore cinematografico italiano.

## Biografia
Fratello di Carlo Montarsolo, capitano d'aviazione e pittore, dopo aver lasciato gli studi universitari, Montarsolo studiò canto dapprima con il maestro E. Conti, poi al centro di perfezionamento per giovani artisti del Teatro alla Scala di Milano.
Allievo del Centro di perfezionamento per giovani artisti lirici istituito presso il Teatro alla Scala di Milano, fece parte del complesso dei "Cadetti della Scala" esibendosi in numerose produzioni, talvolta anche sul palcoscenico del massimo teatro milanese.
Il debutto scaligero ufficiale avvenne nel 1951, in un ruolo secondario del Werther, e da allora fu utilizzato per oltre cinque anni in ruoli fiancheggianti (Cunone Il franco cacciatore, Cirillo nella Fedora,...). Ma nel frattempo si faceva notare per il giusto rilievo conferito a ruoli del repertorio comico (Gaudenzio ne Il signor Bruschino, Beaupertuis ne Il cappello di paglia di Firenze, Simone nel Gianni Schicchi...).
Dopo prove di maggiore impegno, tutte affrontate alla Piccola Scala (Le astuzie femminili di Cimarosa, La Notte di un nevrastenico di Rota, Il Revisore di Egk, Lo Frate 'nnammorato di Pergolesi...) egli si orientò soprattutto verso ruoli brillanti e giocosi o "di carattere" nei quali ancora oggi non è agevole intravedere chi sia in grado di sostituirlo.
Pilastri della sua lunga carriera (1951 - 1997) che lo ha condotto nei massimi teatri in Italia e all'estero (Metropolitan, Covent Garden, Opéra di Parigi, Bolshoi,  ...) sono stati don Basilio del Barbiere rossiniano, con quella "Calunnia" nella originale, luminosa tonalità di re maggiore "che in anni di studio consapevole e di perfezionamenti successivi ha portato a perfezione esemplare"; don Magnifico della Cenerentola, al quale ha conferito "una pressoché illimitata gamma di tonalità, dal cinico al caricaturale, dal ridicolo al buffonesco, sino a giungere al patetico"; don Pasquale, il dottor Dulcamara dell'Elisir d'amore, Mustafà dell'Italiana in Algeri, ruoli nei quali si è imposto "con l'impronta di una personalità tale da farne un autentico padrone della scena, spesso di una comicità irresistibile".
Senza dimenticare i ruoli mozartiani, primi fra tutti, don Alfonso del Così fan tutte, reso con aristocratico distacco, e Leporello del Don Giovanni la cui interpretazione rappresenta una pietra miliare nella storia del teatro mozartiano.
"Cantante-attore (o attore-cantante) che nobilita la categoria collocandosi ai piani alti nella storia del Buffo, dalla quale più nessuno potrà rimuoverlo".
È stato stimato che Montarsolo abbia recitato in tutta la carriera ben 128 ruoli principali, alcuni dei quali nel registro del basso buffo.
Molto famosa è la sua interpretazione di Don Magnifico ne La Cenerentola di Rossini.

## Paolo Montarsolo all'estero
All'estero fu frequentemente ospite del Festival di Glyndebourne (Mustafà, don Alfonso, Leporello, Osmino..), di Salisburgo (don Basilio, don Bartolo delle Nozze di Figaro per 8 anni consecutivi dir. H. von Karajan), di Aix en Provence, dei Paesi Bassi, di Edimburgo.
Vienna, Parigi, Ginevra, Londra, Mosca, Barcellona, lo hanno visto protagonista di memorabili edizioni di Cenerentola, L'italiana in Algeri, Don Pasquale, Elisir d'Amore, Il cappello di paglia di Firenze...
In America è stato ospite del Met a N.Y., di Dallas, S. Francisco, Houston, Philadelphia, Washington, Buenos Aires e Santiago del Cile.

## Opere contemporanee
È stato protagonista di diverse opere contemporanee, alcune in prima assoluta, di Petrassi, Rota, Tosatti, Hazon, in ruoli anche drammatici che ha potuto affrontare grazie alla sua spiccata sensibilità.

## Filmografia
- Uberto ne La Serva Padrona (Giovan Battista Pergolesi), di Mario Lanfranchi (1958), con Anna Moffo e Giancarlo Cobelli.
- Don Basilio ne Il barbiere di Siviglia (Rossini), di Jean-Pierre Ponnelle (1972) diretta da Claudio Abbado, Orchestra e Coro del Teatro Alla Scala, con Luigi Alva, Enzo Dara, Teresa Berganza, Hermann Prey, Stefania Malagù.
- Don Bartolo ne Le nozze di Figaro (Mozart), di Jean-Pierre Ponnelle (1976) diretta da Karl Bohm, Wiener Philharmoniker con Dietrich Fischer-Dieskau, Kiri te Kanawa, Mirella Freni, Heather Begg, Hermann Prey, Maria Ewing.
- Don Magnifico ne La Cenerentola (Rossini), di Jean-Pierre Ponnelle (1981) diretta da Claudio Abbado, Teatro Alla Scala di Milano, con Frederica Von Stade, Francisco Araiza, Claudio Desderi, Paul Plishka, Margherita Guglielmi e Laura Zannini.
- Don Alfonso in Così fan tutte (Mozart), di Jean-Pierre Ponnelle (1988) diretta da Nikolaus Harnoncourt, Wiener Philarminiker, con Edita Gruberova, Teresa Stratas, Delores Ziegler, Luis Lima e Ferruccio Furlanetto.

## Incisioni discografiche
| Anno | Titolo Ruolo                    | Cast                                                  | Direttore             | Casa                |
| ---- | ------------------------------- | ----------------------------------------------------- | --------------------- | ------------------- |
| 1958 | Gianni Schicchi Simone          | Tito Gobbi, Victoria de los Ángeles, Carlo Del Monte  | Gabriele Santini      | EMI                 |
| 1959 | Madama Butterfly Zio Bonzo      | Victoria de los Angeles, Jussi Björling, Mario Sereni | Gabriele Santini      | EMI                 |
| 1962 | La bohème Alcindoro             | Nicolai Gedda, Mirella Freni, Mario Sereni            | Thomas Schippers      | EMI                 |
| 1963 | La Cenerentola Don Magnifico    | Giulietta Simionato, Ugo Benelli, Sesto Bruscantini   | Oliviero De Fabritiis | Decca               |
|      | L'italiana in Algeri Haly       | Teresa Berganza, Luigi Alva, Fernando Corena          | Silvio Varviso        | Decca               |
| 1964 | Andrea Chénier Mathieu          | Franco Corelli, Antonietta Stella, Mario Sereni       | Gabriele Santini      | EMI                 |
| 1966 | Madama Butterfly Zio Bonzo      | Renata Scotto, Carlo Bergonzi, Rolando Panerai        | John Barbirolli       | EMI                 |
|      | Don Giovanni Masetto            | Nicolai Ghiaurov, Walter Berry, Christa Ludwig        | Otto Klemperer        | EMI                 |
| 1971 | Il barbiere di Siviglia Basilio | Hermann Prey, Teresa Berganza, Luigi Alva             | Claudio Abbado        | Deutsche Grammophon |
|      | La Cenerentola Don Magnifico    | Teresa Berganza, Luigi Alva, Renato Capecchi          | Claudio Abbado        | Deutsche Grammophon |
| 1974 | Le nozze di Figaro Bartolo      | José van Dam, Mirella Freni, Frederica von Stade      | Herbert von Karajan   | Opera d'oro         |